# سمسم قاسي
سمسم قاسي (الاسم العلمي:Sesamum rigidum) هو نوع من النباتات يتبع جنس السمسم من الفصيلة البيدالية.